# Passerina (animal)
El género Passerina incluye siete especies de aves americanas del orden de los paseriformes y de la familia de los cardinálidos. Son conocidas con varios nombres, como colorines, azulillos, o picogruesos. 
El género, que incluye tanto especies migratorias como residentes, se distribuye desde el sur de Canadá hasta América Central y las Antillas.
Son aves de entre 11 y 14 cm de longitud promedio, aunque P. caerulea puede llegar a los 19 cm. Algunas especies mudan plumaje dos veces al año, y tienen plumas adicionales en invierno. Todas tienen un fuerte dimorfismo sexual. El plumaje de los machos es colorido, más brillante en la época reproductiva, mientras que las hembras y los individuos inmaduros son de plumaje más opaco, frecuentemente pardo. El pico es grueso y cónico, aunque menos grande que el de otros cardinálidos; negruzco en la mandíbula superior y gris azulado en la inferior. Las patas son grisáceas.
Otra característica común de este género es la voz de las diferentes especies. El canto del macho es melodioso, de 2 a 5 segundos de duración, que consiste de gorjeos rápidos en varios tonos. La voz de llamado es un agudo chip o chink.

## Especies
- Passerina amoena. Norteamérica.
- Passerina caerulea. Norteamérica, Centroamérica y Antillas.
- Passerina ciris. Norteamérica, Centroamérica y Antillas.
- Passerina cyanea. Norteamérica, Centroamérica y Antillas.
- Passerina leclancherii. Endémica de México.
- Passerina rositae. Endémica de México.
- Passerina versicolor. Norteamérica y Guatemala.

La especie P. caerulea, la de mayor tamaño, llegó a ser clasificada como Guiraca caerulea.